# Джордж, Ваутер
Ваутер Джордж (нидерл. Wouter George; род. 3 марта 2002, Лёвен) — бельгийский футболист, полузащитник клуба «Ауд-Хеверле Лёвен».

## Футбольная карьера
Ваутер - уроженец города Лёвен, который является главным городом провинции Фламандский Брабант и располагается к востоку от Брюсселя. Начинал заниматься футболом в местном клубе «Ауд-Хеверле Лёвен». В четырнадцать лет перебрался в «Гент». 17 ноября 2020 года подптисал с клубом контракт до 2023 года. 26 ноября 2020 года дебютировал за «Гент» в поединке Лиги Европы против «Црвены Звезды», в котором вышел на замену на 84-й минуте вместо Свена Кумса. 16 мая 2021 год Ваутер дебютировал за «Гент» и в Лиге Жюпиле, появившись на газоне на 78-й минуте поединка против «Остенде» вместо Алессио Кастро-Монтеса.
Также Ваутер выступал за юношеские сборные Бельгии различных возрастов.